# Lacazia loboi
Lacazia loboi es una especie de hongo del orden Onygenales que provoca la enfermedad conocida como lobomicosis, una afección cutánea endémica de América del Sur propia de humanos y delfines. Es la única especie de su género.

## Taxonomía
Debido a la imposibilidad de cultivar esta especie, permaneció durante décadas sin ser clasificada taxonómicamente. Un análisis del ARN ribosomal 18S y el gen CHS2 publicado en 2001 reveló que era próxima filogenéticamente a Paracoccidioides brasiliensis, un hongo dimórfico del orden Onygenales.

## Microbiología
Puede tener reactividad cruzada con los antígenos de P. brasiliensis. Para su observación se puede emplear la tinción de Gridley, en la que las fibras elásticas y la mucina se ven rosas sobre fondo amarillo. Al microscopio se observa como células redondeadas o con forma de limón, aisladas o formando cadenas cortas, de unos 9 μm de diámetro.